# 작업용 자쿠 II
작업용 자쿠 II(영어: Working Type Zaku II, 일본어: 作業用ザクII, さぎょうようザクツー)는 《건담 시리즈》에 등장하는 모빌 슈트(MS)로 분류되는 가공의 유인 조종식 인간형 로봇 병기 또는 작업용 기기이다.
본 문서에서는 지온 공국군의 모빌 슈트(MS)인 자쿠 II의 베리에이션 중 작업용 기체에 대해 설명한다. 

## 같이 보기
- 자쿠 II